# Сазани
Саза́ни (алб. Sazani, итал. Saseno, греч. Σάσων) — остров в Адриатическом море. Принадлежит Албании. Площадь 5 км². Необитаем.
В некоторых русскоязычных энциклопедиях, например в «БСЭ», остров упоминается как Сазено.

## География

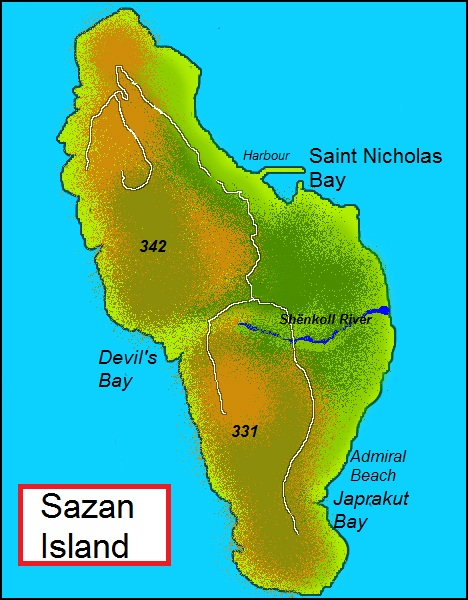
Карта острова Сазани

Остров расположен у входа в залив Влёра, административно входит в состав области Влёра. Крупнейший остров Албании.

## История
В средние века принадлежал Венецианской республике, после Наполеоновских войн, согласно условиям Парижского мирного договора 1815 года, стал частью британского протектората (вместе с Ионическими островами). В 1864 году Ионические острова и остров Сазани переданы Греции. 
После второй Балканской войны в 1913 году Италия и Австрия вынудили Грецию эвакуировать население южной части Албании, в том числе население с острова Сазани. 30 октября 1914 года остров был оккупирован Италией, которая разместила на нём свой военный пост. 26 апреля 1915 года договор, заключённый в Лондоне, подтвердил переход острова к Италии, Албания потеряла независимость. После Первой мировой войны Албания получила независимость, но по Албано-итальянскому протоколу от 2 сентября 1920 года остров был уступлен Италии. 

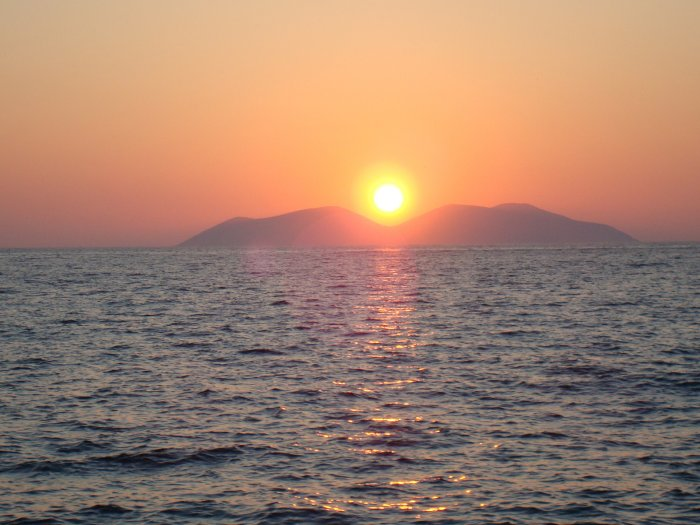
Остров Сазани, вид с Влёры

Во время Второй мировой войны в 1943—1944 годах остров был оккупирован немецкими войсками. По Парижскому мирному договору с Италией 10 февраля 1947 года, Сазани был передан Албании. До появления политических разногласий в 1960—1961 годах между СССР и Албанией остров использовался для размещения советских военно-морских сил.
29 апреля 2010 полоса воды шириной 1852 метра (1 морская миля) вокруг острова была объявлена частью морского национального парка Карабурун-Сазан — первого и пока единственного национального морского парка страны.
В августе 2015 года Албания открыла для туристов военную базу, расположенную на острове Сазани.